# Riberas del Río Ebro y afluentes
Riberas del Río Ebro y afluentes este o arie protejată (arie specială de conservare — SAC, sit de importanță comunitară — SCI) din Spania întinsă pe o suprafață de 194,01 ha, integral pe uscat.

## Localizare
Centrul sitului Riberas del Río Ebro y afluentes este situat la coordonatele 42°43′45″N 3°00′32″W / 42.7292°N 3.0088°V.

## Înființare
Situl Riberas del Río Ebro y afluentes a fost declarat sit de importanță comunitară în august 2000 pentru a proteja 10 specii de animale. Situl a fost protejat și ca arie specială de conservare în septembrie 2015.

## Biodiversitate
Situată în ecoregiunea mediteraneană, aria protejată conține 7 habitate naturale: Pajiști umede mediteraneene cu ierburi înalte de Molinio-Holoschoenion, Cursuri de apă de la nivel de câmpie la nivel montan, cu vegetație Ranunculion fluitantis și Callitricho-Batrachion, Galerii de Salix alba și de Populus alba, Păduri iberice de Quercus faginea și Quercus canariensis, Lacuri eutrofice naturale cu vegetație de tip Magnopotamion sau Hydrocharition, Liziere de ierburi înalte hidrofile de câmpie și de nivel montan până la alpin, Păduri aluvionare cu Alnus glutinosa și Fraxinus excelsior (Alno-Padion, Alnion incanae, Salicion albae).
La baza desemnării sitului se află mai multe specii protejate:
- amfibieni (1): Discoglossus jeanneae
- mamifere (3): Galemys pyrenaicus, vidră de râu (Lutra lutra), nurcă (Mustela lutreola)
- nevertebrate (2): Coenagrion mercuriale, fluturele auriu (Euphydryas aurinia)
- pești (3): Achondrostoma arcasii, Cobitis calderoni, Parachondrostoma miegii
- reptile (1): Mauremys leprosa

Pe lângă speciile protejate, pe teritoriul sitului au mai fost identificate 2 specii de plante, 4 specii de amfibieni, 6 specii de mamifere, 1 specie de nevertebrate, 3 specii de pești, 1 specie de reptile.